# Fulvio Lorigiola
Fulvio Lorigiola (Padova, 6 gennaio 1959) è un ex rugbista a 15 e dirigente sportivo italiano, già giocatore e presidente del Petrarca, vice presidente della Lega Italiana Rugby d'Eccellenza e, dal 2024, consigliere della Federazione Italiana Rugby, della quale in precedenza era stato anche vicepresidente.

## Biografia
Padovano, da sempre nel Petrarca, debuttò in prima squadra nel 1977. Fece parte della squadra che dominò la scena rugbistica italiana negli anni ottanta, vincendo cinque scudetti tra il 1980 e il 1987, gli ultimi quattro dei quali consecutivi.
Il 30 settembre 1979 disputò il suo primo incontro in Nazionale, a Sochaczew contro la Polonia nel corso della Coppa FIRA (vittoria 13-3).
Nel 1987 prese parte alla I Coppa del Mondo, scendendo in campo contro Nuova Zelanda e Argentina. Quello contro i Pumas fu anche l'ultimo full international di Lorigiola, che vestì l'azzurro per l'ultima volta nel 1988, contro la Francia A1.
Laureatosi in Giurisprudenza a Padova, esercita la professione d'avvocato, consulente e rappresentante di società e di varie amministrazioni comunali; dopo il ritiro da giocatore divenne consigliere della Federazione Italiana Rugby, della quale, dal 1996 al 1998, durante la prima presidenza Dondi, fu anche vicepresidente.
Dal 2003 al 2009 fu presidente del Petrarca Rugby S.r.l.; fino allo scioglimento fu anche vicepresidente della Lega Italiana Rugby d'Eccellenza, la Lega che organizzò il campionato Super 10 fino al 2008-09
Alle elezioni di rinnovo di presidenza e consiglio della Federazione Italiana Rugby Lorigiola, candidato nella lista di Andrea Duodo, è risultato eletto consigliere in quota società affiliate per il quadriennio olimpico 2024-28.

## Palmarès
- Campionati italiani: 5
Petrarca: 1979-80, 1983-84, 1984-85, 1985-86, 1986-87
- Coppe Italia: 1
Petrarca: 1981-82